# Škotska igra, škotski gambit
ECO klasifikacija: C44
Škotski gambit je različica šahovske odprte otvoritve imenovane škotska igra. Vodi v bliskovite in divje taktične dvorezne zaplete in je odličen izbor za hitropotezne igre. Statistično vodijo le tri določene poteze k ravnotežju črnega (4...Sf6, 4...Lc5 ali 4...g6). Za uspešno obrambo je potrebna zelo natančna igra. 
| Škotski gambit |

- 1. e4 e5 2. Sf3 Sc6 3. d4 exd4 4. Lc4